# Neoblattella picta
Neoblattella picta är en kackerlacksart som beskrevs av Rocha e Silva och Gurney 1962. Neoblattella picta ingår i släktet Neoblattella och familjen småkackerlackor. Inga underarter finns listade i Catalogue of Life.